# John H. Bankhead
John H. Bankhead (Marion megye, 1842. szeptember 13. – Washington, 1920. március 1.) az Amerikai Egyesült Államok szenátora (Alabama, 1907–1920).